# Camilo Fernando Castrellón Pizano
Camilo Fernando Castrellón Pizano, SDB, (Bogotá, 22 de septiembre de 1942), es un religioso salesiano, de Colombia. Fue Obispo de la Diócesis de Tibú y de la Diócesis de Barrancabermeja, de la cual es obispo emérito en la actualidad. Un pastor de gran sensibilidad y solicitud por los jóvenes y los pobres, preocupado por sus sacerdotes, de gran visión y perspectivas, de ejemplar ánimo conciliador.  

## Vida y obra
Nació el 22 de septiembre de 1942 en Bogotá. Cursó sus estudios de primaria en el Colegio La Presentación y en el Colegio San Pío X, ambos en Bogotá. Los de secundaria los hizo en el Colegio Sagrado Corazón, al término de los cuales ingresó al Estudiantado Filosófico Salesiano y sucesivamente al Teologado Salesiano de El Porvenir.
El 2 de diciembre de 1972 fue ordenado Presbítero en la Sociedad Salesiana, Inspectoría de Bogotá, en la cual ya había emitido la primera profesión el 29 de enero de 1963 y la profesión perpetua el 24 de diciembre de 1968.
Ha conseguido los siguientes títulos académicos:
- Licenciatura en Teología en la Pontificia Universidad Javeriana de Bogotá (1972).
- Diplomado en Ciencias de la Educación en la Pontificia Universidad Salesiana de Roma (1983).
- Licenciatura en Psicología en la Pontificia Universidad Salesiana de Roma (1984).
- Licenciatura en Filosofía en la Universidad Santo Tomas de Bogotá (1993).

Durante sus años de ministerio sacerdotal desempeñó los siguientes encargos:
- Vicario parroquial de Agua de Dios (1973).
- Director de la obra Bosconia-Programa Gamines (1974-1976).
- Director de la Ciudadela de los Muchachos (1979-1980).
- Delegado para las Vocaciones de la Inspectoría Salesiana de Bogotá (1985-1993).
- Consejero inspectorial (1989-1996).
- Delegado al Capítulo general de la Sociedad Salesiana (1991).
- Párroco de la Parroquia El Niño Jesús (B. Veinte de Julio) en Bogotá (1994-1996).
- Provincial de la Inspectoría San Pedro Claver (Bogotá), en Colombia (1996-2001).

Fue nombrado Obispo de la Diócesis de Tibú el 23 de abril de 2001 por el Papa Juan Pablo II y recibió la consagración episcopal el 6 de junio del mismo año en el Santuario nacional Nuestra Señora del Carmen, en Bogotá D.C. El 2 de diciembre de 2009 el Papa Benedicto XVI lo nombra Obispo de la Diócesis de Barrancabermeja, de la cual tomó posesión el 6 de marzo de 2010.